# Jonáš Jozef Maxim
Jonáš Jozef Maxim (Levoča, 21 novembre 1974) è un arcivescovo cattolico slovacco, dal 26 ottobre 2023 arcieparca metropolita di Prešov e capo della Chiesa greco-cattolica slovacca, una delle Chiese cattoliche orientali.

## Biografia

### Formazione e ministero sacerdotale
Dopo aver terminato le scuole superiori, ha iniziato gli studi presso la facoltà di teologia greco-cattolica di Prešov. Nel febbraio 1994 è entrato nel seminario sacerdotale, conseguendo nel 1998 la laurea magistrale in teologia.
Il 13 giugno 1998 è stato ordinato diacono e l'11 luglio successivo è stato ordinato sacerdote a Prešov dal vescovo Ján Hirka.
Ha proseguito gli studi presso il Pontificio istituto orientale di Roma, conseguendo dapprima la licenza nel 2000 e successivamente il dottorato in studi ecclesiastici orientali nel 2017.
Nel 2004 si è recato in Ucraina, aggregandosi all'università Lavra dei monaci studenti in Ucraina. Dopo aver completato lì il noviziato, ha emesso i voti monastici permanenti il 22 maggio 2008. Dal 2011 ha ricoperto diversi incarichi di superiore prima presso l'eremo di sant'Andrea a Lužky ed in seguito presso il monastero di san Giuseppe e del monastero di san Michele a Leopoli. Il 18 giugno 2020 è nominato igumeno di Laura di Univ.

### Ministero episcopale
Il 26 ottobre 2023 papa Francesco lo ha nominato arcieparca metropolita di Prešov, assumendo contestualmente il titolo di capo della Chiesa greco-cattolica slovacca.
Ha ricevuto l'ordinazione episcopale il 27 gennaio 2024, presso la cattedrale di San Giovanni Battista di Prešov, dall'eparca di Košice Cyril Vasiľ.

## Genealogia episcopale
La genealogia episcopale è:
- Patriarca Geremia II Tranos
- Arcivescovo Michal Rahoza
- Arcivescovo Hipacy Pociej
- Arcivescovo Iosif Rucki
- Arcivescovo Anastazy Antoni Sielawa
- Arcivescovo Gabriel Havrylo Kolenda, O.S.B.M.
- Arcivescovo Kyprian Zhokhovskyj
- Arcivescovo Lew Ślubičz Załęnski, O.S.B.M.
- Arcivescovo Yuriy Havryil Winnicki, O.S.B.M.
- Arcivescovo Lev Kiszka, O.S.B.M.
- Vescovo György Bizánczy
- Vescovo Ioan Inocențiu Micu-Klein, O.S.B.M.
- Vescovo Mihály Emánuel Olsavszky, O.S.B.M.
- Vescovo Basilius Bosicskovich, O.S.B.M.
- Vescovo Grigore Maior, O.S.B.M.
- Vescovo Janos Babb
- Vescovo Samuel Vulcan
- Vescovo Ioan Lemeni
- Arcivescovo Spyrydon Lytvynovyč
- Arcivescovo Josyf Sembratowicz
- Cardinale Sylwester Sembratowicz
- Arcivescovo Julian Kuiłovskyi
- Arcivescovo Andrej Szeptycki, O.S.B.M.
- Arcivescovo Ivan Bucko
- Arcivescovo Myroslav Marusyn
- Vescovo Slavomir Miklovš
- Arcivescovo Cyril Vasiľ, S.I.
- Arcivescovo Jozef Jonáš Maxim, M.S.U.